# Vladimír Dravecký
Vladimír Dravecký (* 3. Juni 1985 in Košice, Tschechoslowakei) ist ein slowakischer Eishockeyspieler, der seit Juli 2014 beim HC Oceláři Třinec in der tschechischen Extraliga unter Vertrag steht.

## Karriere
Vladimír Dravecký begann seine Karriere als Eishockeyspieler in seiner Heimatstadt in der Nachwuchsabteilung des HC Košice, für dessen Profimannschaft er von 2001 bis 2007 in der Extraliga aktiv war. In diesem Zeitraum sammelte der Flügelspieler auch mehrmals Spielpraxis bei Mannschaften aus der zweitklassigen 1. Liga. Dies waren der HK VTJ Trebišov, PHK Prešov und der HKm Humenne.
Von 2007 bis 2009 spielte Dravecký für die Manchester Monarchs in der American Hockey League. Zudem kam er in der Saison 2007/08 parallel für die Reading Royals in der ECHL zum Einsatz. Zur Saison 2009/10 kehrte er in seine slowakische Heimat zurück, in der er mit seinem Ex-Club HC Košice Meister wurde. Für die folgende Spielzeit wurde der Nationalspieler vom KHL-Neuling HK Jugra Chanty-Mansijsk verpflichtet, kehrte aber im November nach nur sieben KHL-Einsätzen und weiteren acht für deren Kooperationspartner Molot-Prikamje Perm aus der Wysschaja Hockey-Liga zum HC Košice zurück, mit dem er am Saisonende erneut Meister wurde.
Im Mai 2012 erhielt Dravecký einen Vertrag beim KHL-Neuling HC Slovan Bratislava, für den er 24 KHL-Partien absolvierte, ehe er mit einem Rippenbruch pausieren musste. Zum Jahreswechsel 2012/13 wurde sein laufender Vertrag vorzeitig aufgelöst. Im Januar 2013 wurde Dravecký von den Espoo Blues bis Saisonende unter Vertrag genommen.
Im Juli 2014 wurde Dravecký vom HC Oceláři Třinec aus der tschechischen Extraliga unter Vertrag genommen und erreichte mit diesem im April 2015 die tschechische Vizemeisterschaft. Am Ende der Spielzeiten 2018/19 und 2020/21 gewann er jeweils mit den Stahlkumpeln die tschechische Meisterschaft.

### International
Für die Slowakei nahm Dravecký an der U18-Junioren-Weltmeisterschaft 2003 sowie der Weltmeisterschaft 2010 in Deutschland teil. Bei der WM 2010 blieb er in sechs Spielen punktlos und erhielt zwei Strafminuten.

## Erfolge und Auszeichnungen
- 2003 Silbermedaille bei der U18-Junioren-Weltmeisterschaft
- 2010 Slowakischer Meister mit dem HC Košice
- 2011 Slowakischer Meister mit dem HC Košice
- 2015 Tschechischer Vizemeister mit dem HC Oceláři Třinec
- 2019 Tschechischer Meister mit dem HC Oceláři Třinec
- 2021 Tschechischer Meister mit dem HC Oceláři Třinec
- 2022 Tschechischer Meister mit dem HC Oceláři Třinec
- 2023 Tschechischer Meister mit dem HC Oceláři Třinec

## Statistik
(Stand: Ende der Saison 2014/15)